# セオドア・G・エリソン
セオドア・ゴードン・エリソン（Theodore Gordon Ellyson、1885年2月27日-1928年2月27日）は、アメリカ海軍の軍人、最終階級は中佐。
アメリカ海軍航空隊におけるパイロット第1号。第一次世界大戦前後には航空機分野の改良に貢献し、大戦後には対潜水艦部門の改良も手がけた。第一次世界大戦での功績で海軍十字章を受章したが、航空機事故により殉職した。

## 生涯

### 航空に出会うまで
セオドア・ゴードン・エリソンは1885年2月27日、バージニア州リッチモンドで生まれる。1901年に海軍兵学校（アナポリス）に入学し、1905年に卒業する。卒業年次から「アナポリス1905年組」と呼称されたこの世代の同期には、のちの太平洋艦隊司令長官で元帥のチェスター・ニミッツ、大西洋艦隊司令長官を務めたロイヤル・E・インガソルらがいる。卒業の5年間は戦艦「テキサス」および「ミズーリ」 (USS Missouri, BB-11) への配属を振り出しに装甲巡洋艦「ペンシルベニア」 (USS Pennsylvania, ACR-4) 、「コロラド」 (USS Colorado, ACR-7) および「ウェストバージニア」 (USS West Virginia, ACR-5) では航海担当の分隊士となる。アジア戦隊に転じて特務艦「レインボー」、潜水艦「シャーク」 (USS Shark, SS-8) に乗艦したあと、1910年4月にアメリカ本国に帰国。11月まで潜水艦「タランチュラ」 (USS Tarantula, SS-12) 艦長を務め、ニューポート・ニューズ造船所で建造中の潜水艦「シール（G-1）｣ の艤装委員長を1910年12月2日まで務めた。

### 海軍パイロット第一号

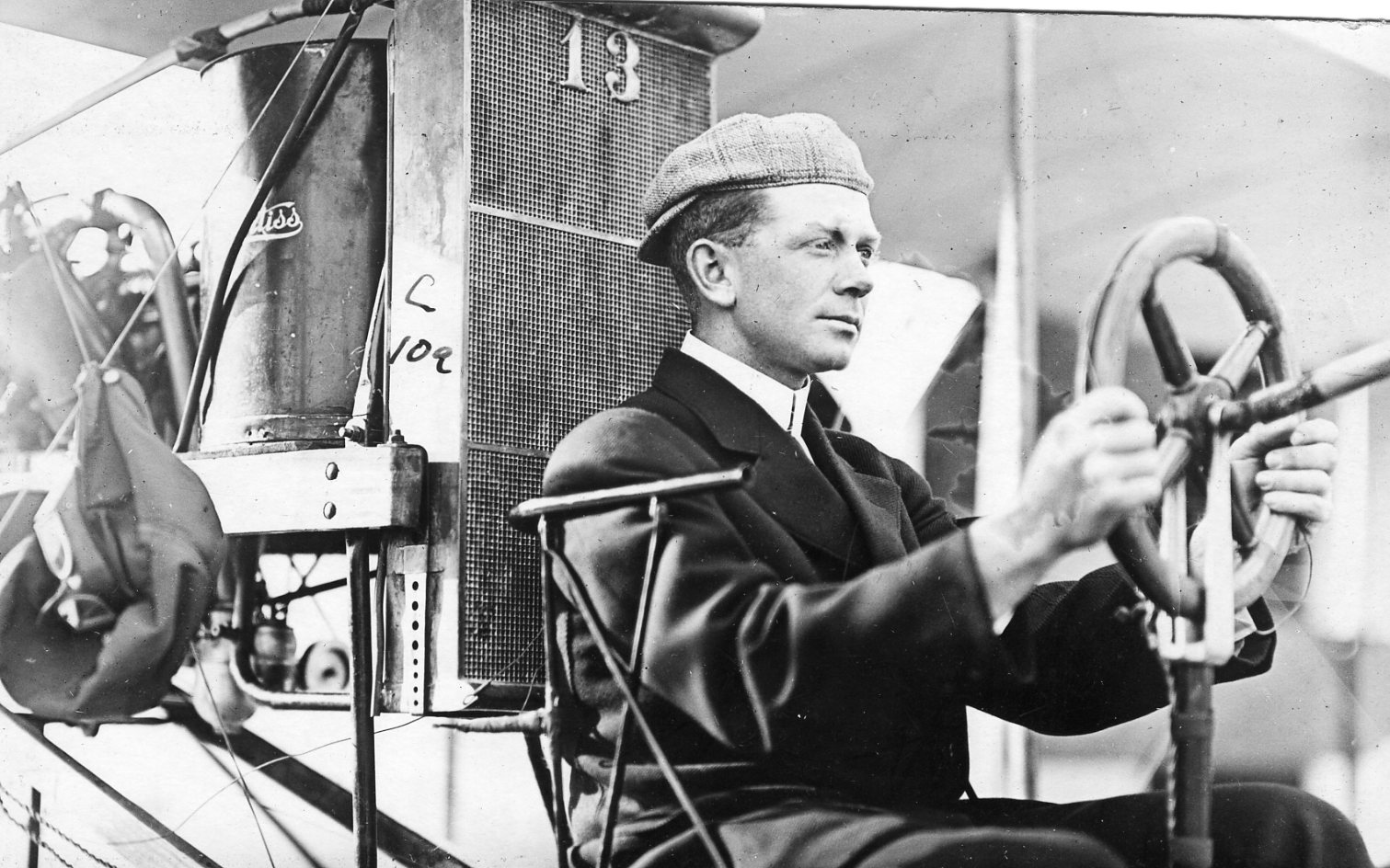
操縦桿を握るエリソン

1910年12月、エリソンはサンディエゴのノースアイランドにいたヘリング・カーチス社長グレン・カーチスの下に派遣される。パイロット養成学校で学ぶ傍ら、1911年1月27日または28日には、学校で行われた飛行家クラブのショーにて「カーチス・グラスカッター」機を使い、海軍パイロットとしての初飛行を記録した。しかし、その実態はエリソンの技量が未だ充分でなかったため「飛ぶ」というより「浮く」といったものであり、「グラスカッター」機も若干の「飛行」のあと風で左に流されて地に落ちた。幸いにもエリソンはケガもなく無事だった。このような内容だったが、これがエリソンの初飛行として記録された。このあと、エリソンはカーチスとともに水上飛行機のフロートの改修を行い、2月には水上飛行機の初めての「乗客」としてカーチスとともに飛行した。2月の末には、「ペンシルベニア」からの水上飛行機の運用実験にも参加したが、ノースアイランドに向かう途中で着水した。
その後、エリソンは1913年4月29日まで航空部門の教官を務め、また航空に関する実験研究に多くの時間を割いた。その中には、1911年9月のアナポリス内への航空科の創設や、ジョン・ヘンリー・タワーズ中尉（アナポリス1906年組）とともに行った、アナポリスからバージニア州ミルフォード・ヘヴンへの水上飛行機による当時の最長距離無着陸記録樹立の飛行が含まれた。

### 第一次世界大戦と以降
1917年、エリソンはアナポリスを卒業した士官候補生たちとともに、戦艦「ワイオミング」 (USS Wyoming, BB-32) および「カンザス」 (USS Kansas, BB-21) で巡航を行った。アメリカの第一次世界大戦参戦後の1918年2月14日には、ニューロンドンの駆潜艇基地に派遣され、次いでイングランドのプリマスに設置されるアメリカ海軍第27基地に駆潜艇隊を迎え入れる準備のためロンドンに渡った。エリソンは航空とは正反対に位置する対潜水艦部門でも、駆潜艇隊のための戦術を考案し、その功績により海軍十字章を受章した。
1918年11月11日の大戦の休戦協定締結後も、エリソンはヨーロッパに残り、1919年3月から5月にかけては「ツェッペリン」を管理していた14名のクルーのトップにあった。アメリカへの帰国に際しては、ウィリアム・クランプ・アンド・サンズで建造されて竣工したばかりの駆逐艦「J・フレッド・タルボット」 (USS J. Fred Talbott, DD-156) の初代艦長を1919年6月から1920年7月までの間務め、1920年の残りの期間は「リトル」 (USS Little, DD-79) と「ブルックス」 (USS Brooks, DD-232) からなる部隊の指揮官を務めた。
1921年1月10日、エリソンはハンプトン・ローズに設置された海軍航空基地司令となり、9カ月間務める。9月1日付で海軍省にアメリカ海軍航空局（航空局）が設置され、中佐に昇進していたエリソンは初代局長ウィリアム・A・モフェット少将（アナポリス1890年組）の下で事務計画部門のトップに10月21日付で就任する。1年後の1922年12月には航空局を離れて海軍使節団の航空部門担当としてブラジルに赴任し、ブラジル海軍の再編成の指導にあたった。一連の指導を終えて帰国後の1925年5月からは、再び航空局に勤務した。2カ月後の7月20日には第1水雷艇隊の司令となり、1926年6月には水上機母艦「ライト」 (USS Wright, AV-1) 副長となる。また、1926年6月23日には巡洋戦艦から航空母艦へ改装中の「レキシントン」 (USS Lexington, CV-2) に艤装委員として赴任し、就役時まで在艦していた。

### 殉職
1928年2月27日、この日はエリソンの43回目の誕生日だったが、ノーフォークにて娘が重い病気に罹ったことを妻から聞かされたエリソンは、ローニング OL-7型機を繰り出させて、アナポリスにいる娘の元に駆けつけようとした。そして、エリソンを乗せたローニング OL-7型機は27日夜にノーフォークを飛び立ってアナポリスに向かったがそのまま消息を絶ち、アナポリスに到着することはなかった。エリソンの乗機はチェサピーク湾に墜落したと見られ、4月になって遺体が岸に打ち寄せられているところを発見された。エリソンはアナポリスの敷地内にある墓地に埋葬されている。

## その他
- 1961年、アメリカ海軍航空隊およびアメリカ海兵隊海兵隊航空隊の全パイロット中の最先任者かつ連続的な現役勤務を行った者に授与されるグレイ・イーグル・アワード（英語版）が海軍航空隊創設50周年を期して創設された際、エリソンは海軍パイロット免許第1号保持者として、1911年から殉職した1928年までの期間に対して受章した。
- 1941年竣工の駆逐艦「エリソン」 (USS Ellyson, DD-454/DMS-19) はエリソンを称えて命名され、エリソンの娘によって進水した。「エリソン」は第二次世界大戦を戦い、1954年に日米艦艇貸与協定に基づいて海上自衛隊に貸与され、あさかぜ型護衛艦「あさかぜ」として就役した。1969年に除籍後は中華民国海軍に部品取り艦として譲渡された。